# Hyacinthe Thiandoum
Hyacinthe Thiandoum (ur. 2 lutego 1921 w Poponguine, zm. 18 maja 2004 w Aix-en-Provence) – duchowny katolicki Senegalu, arcybiskup Dakaru, kardynał.

## Życiorys
Studiował w seminarium w Dakarze, następnie na Papieskim Uniwersytecie Gregoriańskim w Rzymie (1953–1955). Święcenia kapłańskie przyjął 18 kwietnia 1949 w Dakarze. Od 1949 (z przerwą na studia w Rzymie) pracował jako duszpasterz w archidiecezji Dakar, od 1955 był również wikariuszem generalnym archidiecezji.
24 lutego 1962 mianowany arcybiskupem Dakaru (został pierwszym rdzennym zwierzchnikiem kościoła lokalnego); sakry biskupiej udzielił mu 20 maja 1962 w Dakarze arcybiskup Jean-Marie Maury, internuncjusz w Senegalu. W latach 70. Thiandoum uczestniczył w rozmowach ze swoim dawnym nauczycielem, arcybiskupem Lefebvre'em, który popadł w głośny konflikt z Watykanem, na temat pojednania; rozmowy te nie przyniosły jednak powodzenia. 
Thiandoum brał udział w II Soborze Watykańskim (1962–1965), a także wielokrotnie w sesjach Światowego Synodu Biskupów (w tym jako prezydent sesji w 1977 i relator w 1987 i 1994) będąc jednocześnie w latach 1977–1994 członkiem sekretariatu generalnego.
W dniu 24 maja 1976 Paweł VI mianował go kardynałem, przydzielając tytuł prezbitera Santa Maria del Poppolo. W 1978 dwukrotnie też uczestniczył w konklawe. W czerwcu 2000 złożył rezygnację z dalszego kierowania archidiecezją, a w 2001, w związku z ukończeniem 80 lat, utracił czynne prawo wyborcze na konklawe.